# Brongniartikentia
Brongniartikentia é um género botânico pertencente à família Arecaceae.